# Battaglia della Marfée
La battaglia della Marfée (6 luglio 1641) fu combattuta nell'ambito della Guerra dei trent'anni e vide fronteggiarsi l'esercito reale comandato dal duca di Châtillon e quello dei ribelli alla corona di Francia, comandato da Federico Maurizio de La Tour d'Auvergne-Bouillon e da Luigi di Borbone-Condé, conte di Soissons. La battaglia fu vinta dall'esercito ribelle.

## Antefatto
Nel 1640 Sedan formava un Principato indipendente il cui principe, Federico Maurizio de la Tour d'Auvergne-Bouillon, accoglieva protestanti e ribelli esuli dalla Francia di Luigi XIII e del cardinale Richelieu. Egli prese anche parte alla cosiddetta Cospirazione dei Principi della Pace, insieme al conte di Soissons, Luigi di Borbone, e al duca di Guisa, Enrico II. Avendo Luigi XIII inviato un esercito, al comando del Maresciallo di Francia Gaspard III di Coligny, duca di Châtillon, per porre fine a questa sollevazione, il principe di Sedan chiese ed ottenne l'aiuto dell'Imperatore, di cui era personalmente amico.

## Svolgimento della battaglia
Impacciato dal cattivo tempo che aveva reso fangosa la strada ove marciavano le truppe, l'esercito reale giunse solo verso le 11 di mattino del 6 luglio sulla piana della Marfée presso Sedan, ove era atteso dall'esercito ribelle, appoggiato da mercenari imperiali. All'inizio in ribelli resistettero bene all'assalto dei reali finché il principe di Sedan, che comandava la cavalleria dei ribelli, riparato dalle colline che circondavano la piana, piombò sul fianco dell'esercito reale che sbandò ritirandosi e lasciando sul campo le proprie salmerie. Poco dopo mezzogiorno la battaglia era già decisa. Il conte di Soissons morì durante la battaglia per un curioso incidente (si ferì accidentalmente a morte con la sua stessa pistola).

## Conseguenze
Nonostante la sconfitta l'esercito reale riuscì a porre comunque l'assedio alla città di Sedan. Il principe Federico Maurizio de la Tour d'Auvergne concluse il 4 agosto un accordo con il re di Francia: si sottomise a quest'ultimo in cambio del comando dell'armata d'Italia.